# Urban Symphony

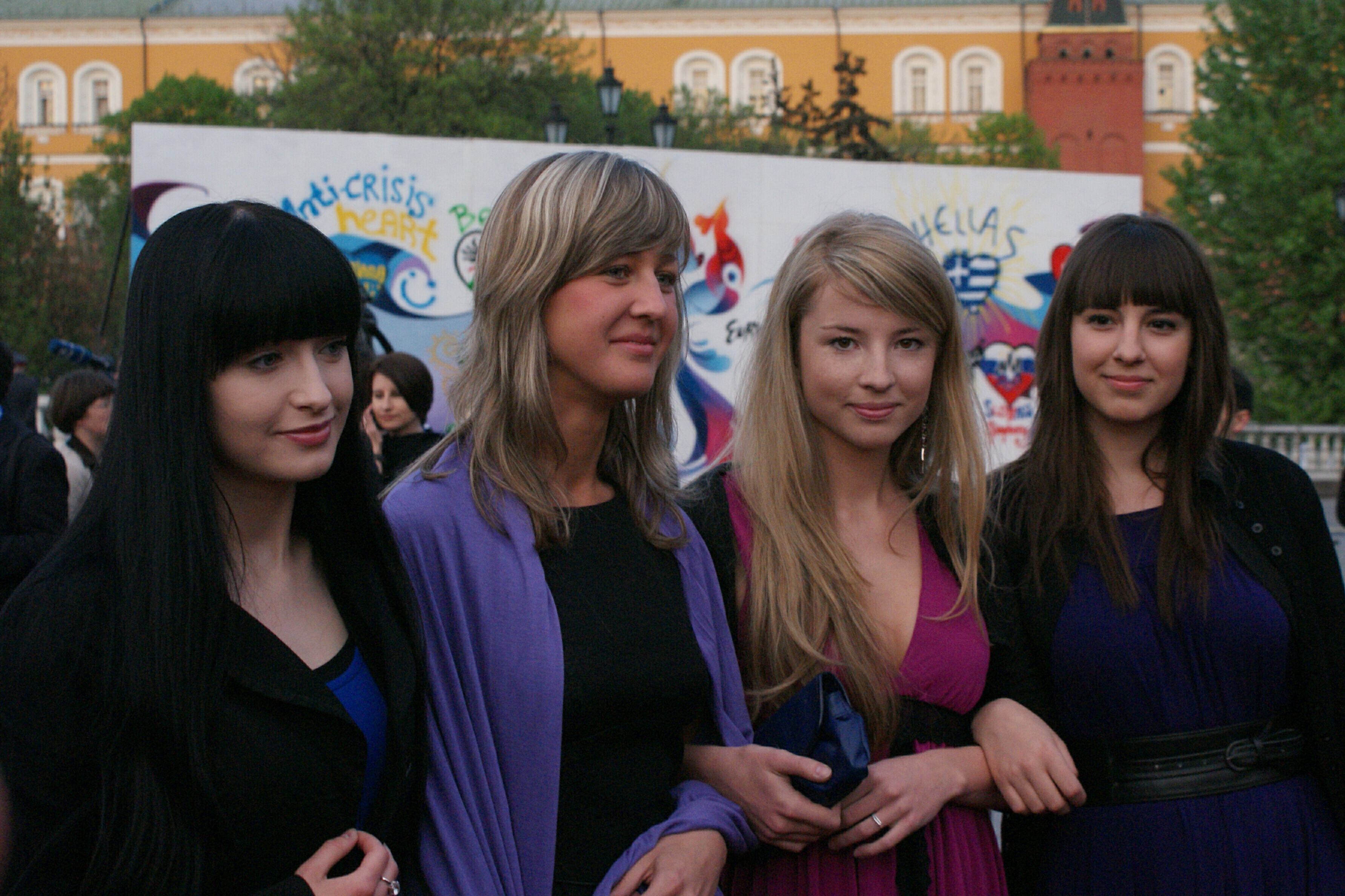
Urban Symphonys fyra medlemmar, Sandra Nurmsalu, Mann Helstein, Johanna Mängel, Mari Möldre (2009).

Urban Symphony är en estländsk grupp som representerade sitt land i Eurovision Song Contest 2009. Sandra Nurmsalu är sångerska i gruppen.
Gruppen framförde Estlands bidrag Rändajad (Vandraren) i Eurovision Song Contest 2009 i Moskva och kom på sjätte plats.

## Diskografi

### Singlar
- 2009 - "Rändajad"
- 2009 - "Päikese poole"
- 2010 - "Skorpion"